# 磁流體推進器

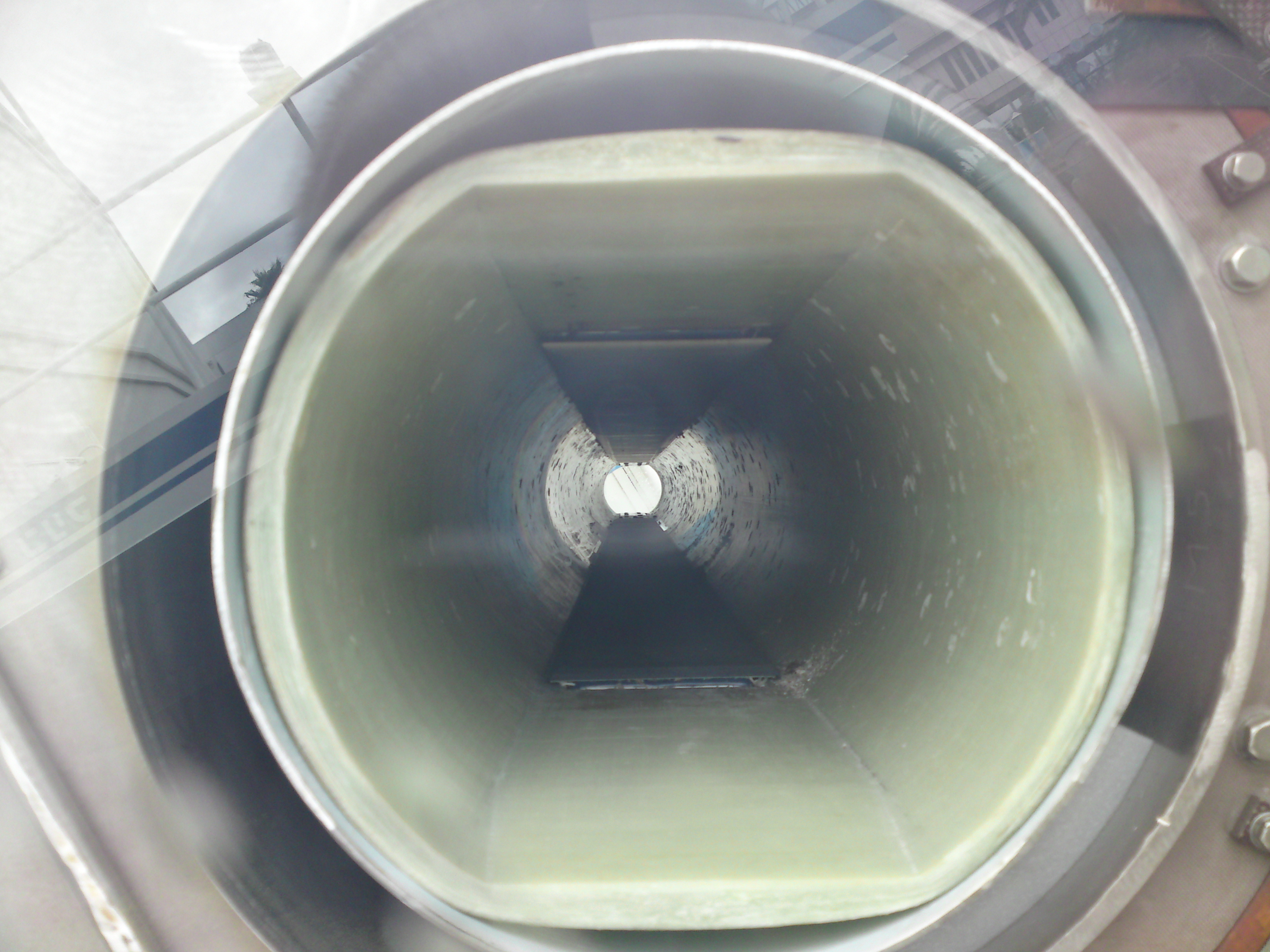
世界第一艘採用磁流體推進器的測試船大和1號的其中1條推進器海水管道

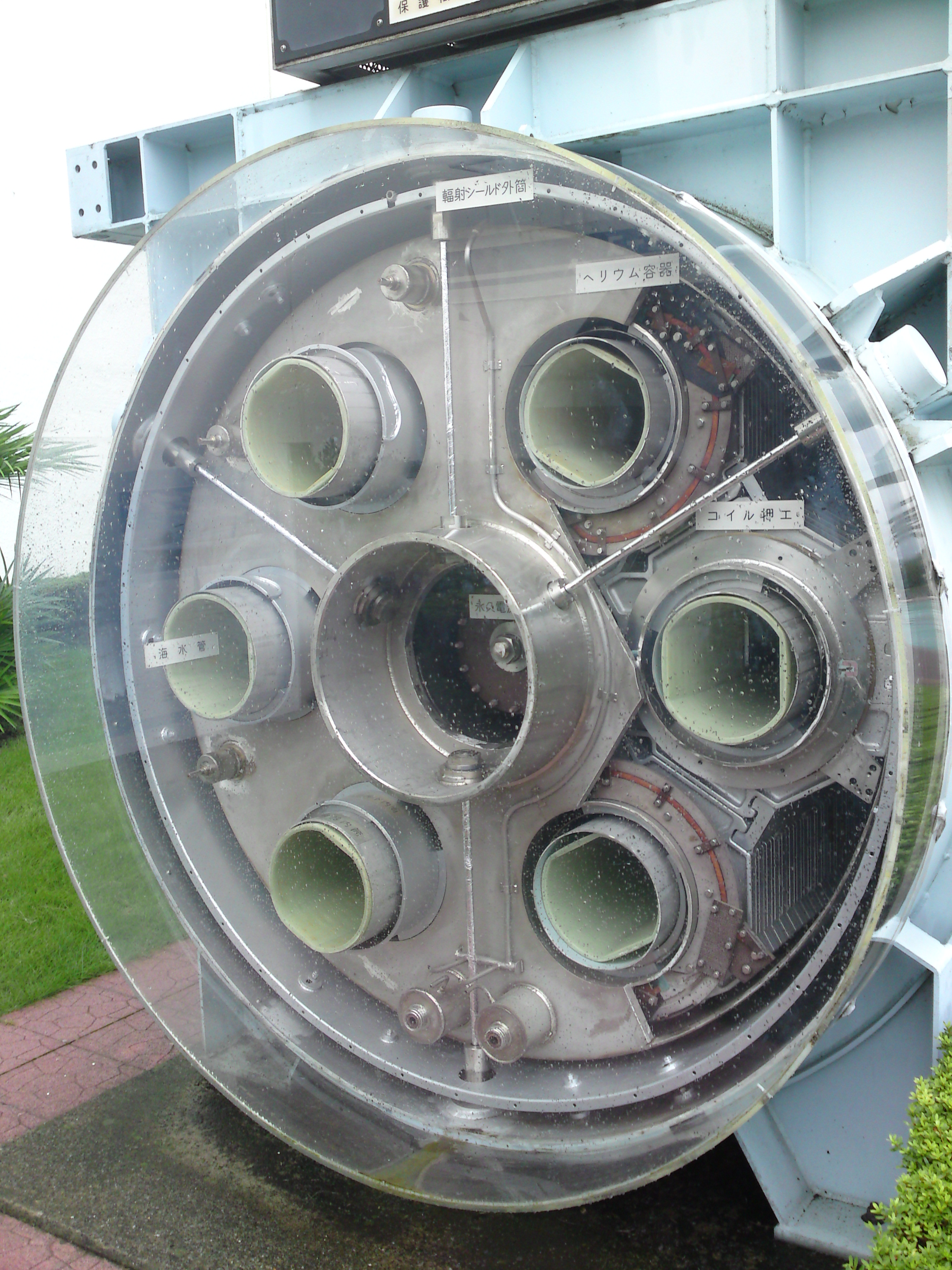
大和1號測試船的磁流體推進器後部，可見由6條管道組成，海水便是在這6條管道中流動

磁流體推進器（英語：Magnetohydrodynamic drive，縮寫：MHD）是一種利用磁場使管道內的流體流向指定方向的推進裝置，這種裝置可以安裝在船舶水線以下的位置，通過電力產生磁場使水流入管道的水向船尾噴出，從而推進船隻，成為一種沒有轉動器件，也沒有螺旋槳的推進器。理論上這種推進方式的流體除了液體如水，也可以是氣體，不過由於技術限制尚待突破，目前主要考慮使用於推動船舶方面。

## 概要
磁流體推進器的理論在1950年代已經被提出，不過因為要有足夠強的磁場才能夠使水流動，但同時電磁組件的體積、重量及耗用的電力都不能太高，還要考慮電磁線圈的散熱問題，所以要到超導磁鐵的技術有進展，磁流體推進器才逐漸走向測試階段。第一艘使用磁流體推進器在海上航行的船隻是日本建造的大和1號測試船，於1992年6月試航成功，證實了磁流體推進器的可行性。然而磁流體推進器要得到大量應用，仍然解決兩大技術問題。第一點是成本過高，航速緩慢，主要是因為超導磁鐵的造價仍然相當高昂；第二點是需要有足夠及持續的電力供電予線圈，以產生足夠強度的磁場，目前只有核動力船隻才可以長時間提供足夠的電力，而且以目前的技術，將發電機產生的電力用於推動電動機，再驅動螺旋槳所達到的航速，仍然遠遠高於將電力輸入到磁流體推進器可達到的航速。因此目前除了測試磁流體推進器技術的船舶外，尚未有作業用的船舶採用磁流體推進器作為單一推進裝置。
2024年3月，美國海軍新聞報導，維吉尼亞號核子潛艇蒙大拿號（SSN-794）將會是第一艘安裝磁流體推進器進行測試的美國海軍潛艇，這種推進器由國防高等研究計劃署主導開發。雖然這種推進器仍是起步階段，但由於沒有一般螺旋槳或噴水泵的轉動器件，可大幅降低潛艇航行時產生的噪音，將可以大大降低潛艇因噪音而被敵方聲納系統監聽及識別的機會，從而提升任務的成功率及潛艇的生存性。